# Jean-Claude Van Cauwenberghe
Jean-Claude Van Cauwenberghe (Charleroi, 28 april 1944) is een Belgisch politicus van de Waalse partij PS.

## Biografie
Van Cauwenberghe is de zoon van de PS-politicus André Van Cauwenberghe (1913 – 1994), die o.a. van 1965 tot 1966 staatssecretaris voor Ambtenarenzaken was in de regering-Harmel, schepen van Onderwijs in Charleroi en lid van de Franse Cultuurraad van 1971 tot 1974. Zijn moeder was verpleegster. Van Cauwenberghe deed zijn middelbare studies in het Atheneum van Morlanwelz en behaalde het diploma van doctor in de Rechten aan de ULB. Vervolgens werd hij beroepshalve advocaat.
Het politiek engagement van Van Cauwenberghe begon in zijn studententijd bij de Mouvement des Jeunes Socialistes, waarvan hij in 1965 nationaal voorzitter werd. Nog tijdens zijn studies ging hij aan de slag op het kabinet van Lucien Harmegnies, destijds minister van Binnenlandse Zaken. Harmegnies was actief geweest bij de Mouvement Populaire Wallon, en van in het begin behoorde ook Van Cauwenberghe bij de sterke Waals-regionalistische stroming binnen de PS. Dit, en wellicht ook het feit dat hij geen Nederlands sprak, heeft ertoe geleid dat Van Cauwenberghe zich vanaf de jaren ‘80 nadrukkelijk in Wallonië engageerde.
Van 1977 tot 1983 zetelde Van Cauwenberghe voor het arrondissement Charleroi in de Kamer van volksvertegenwoordigers. In 1982 nam hij deel aan de gemeenteraadsverkiezingen als kandidaat-burgemeester in Charleroi, raakte verkozen en in 1983 verliet hij de Kamer om het burgemeestersambt op te nemen. Zijn uitdrukkelijke politieke keuze voor Charleroi bracht hem een grote lokale populariteit. Tot in 2000 zou hij burgemeester van Charleroi blijven en maakte hij van de economische heropleving van de oude industriestad een prioriteit. Tijdens zijn bestuur kwamen de luchthaven van Charleroi (Brussels South Charleroi Airport) en de technologische bedrijven in de industriezone Aéropole tot stand. Na zijn burgemeesterschap bleef Van Cauwenberghe tot in 2006 gemeenteraadslid van Charleroi.

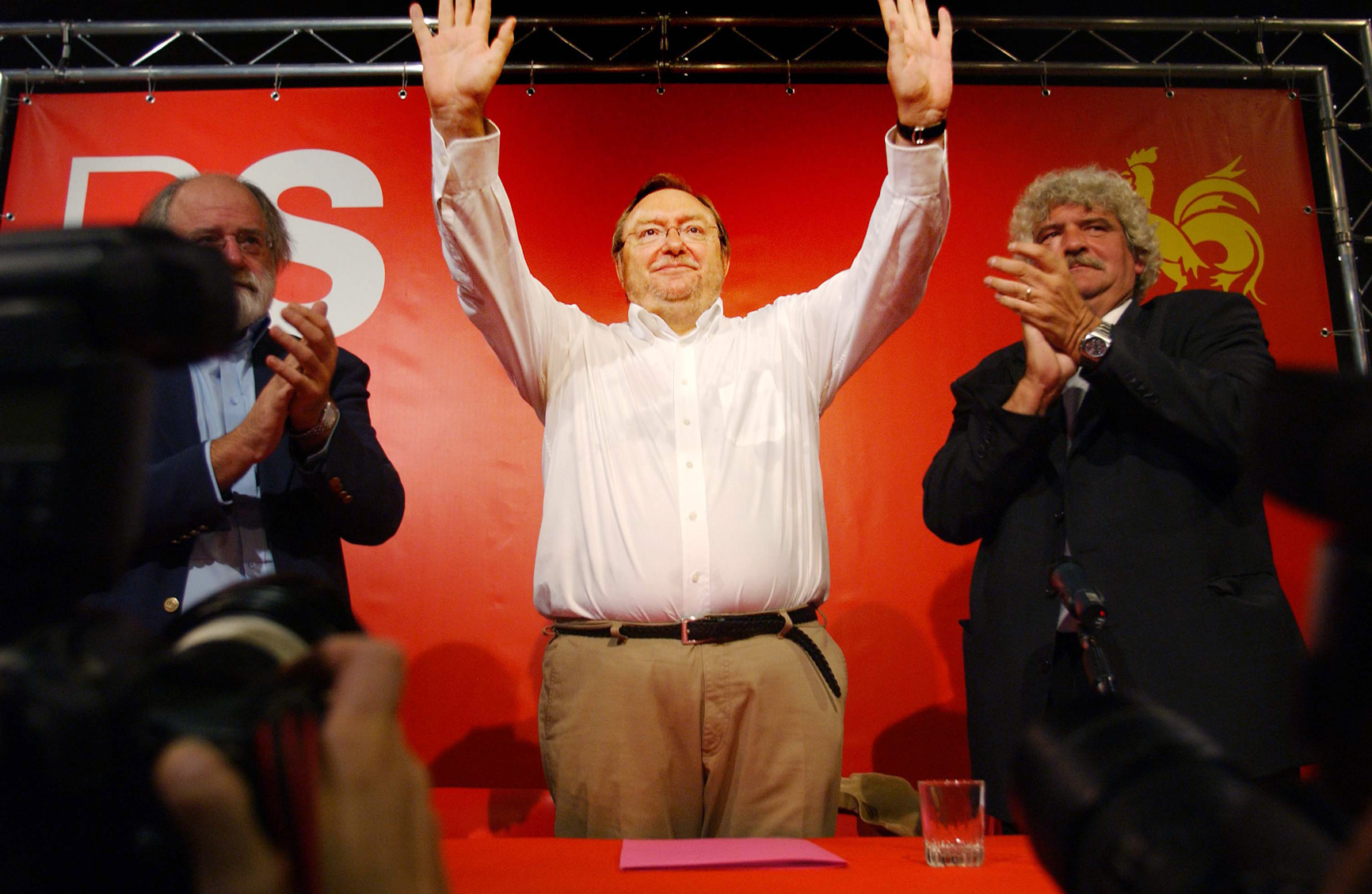
Van Cauwenberghe enkele dagen na zijn ontslag, op het congres van de lokale PS-federatie te Fleurus

Toen in de tweede helft van de jaren 90 Guy Spitaels van het politieke toneel verdween, werd hij het boegbeeld van de Henegouwse federatie van de PS, onder meer als minister van Begroting in de Waals regering na de regionale verkiezingen van 1995, en als minister van Openbare Werken na de verkiezingen van 1999. In april 2000 volgde Van Cauwenberghe Elio Di Rupo op als minister-president van het Waalse gewest, die partijvoorzitter werd van de PS na het vertrek van toenmalig voorzitter Philippe Busquin naar de Europese Commissie. Na de regionale verkiezingen van 13 juni 2004 begon Van Cauwenberghe (PS) aan een tweede termijn, waarin hij onder andere het “Marshall plan voor Wallonië” ontwikkelde, dat moest uitmonden in een coherent pakket van maatregelen om de Waalse economie te herstellen. Opvallend was dat hij opriep om aan de economische ontwikkeling in Vlaanderen een voorbeeld te nemen. Van 1995 tot 2009 (met onderbreking tijdens zijn ministerschappen) zetelde hij bovendien in het Waals Parlement en in het Parlement van de Franse Gemeenschap.
Van Cauwenberghes macht binnen de PS en de Waalse regering steunde op een sterke lokale basis waarvan hij de onbetwiste leider was. Echter, vanaf 2005 ontdekte het gerecht bij het gemeentebestuur van Charleroi verschillende gevallen van fraude en schriftvervalsing, voornamelijk bij de sociale huisvestingsmaatschappij La Carolorégienne, waar PS-politici uit de kringen rond Van Cauwenberghe bij betrokken waren. Daarbij kwam ook een ongewoon grote cumulatie van ambten door politici aan het licht. Op 30 september 2005 nam Van Cauwenberghe onder politieke druk ontslag als minister-president, nadat hij eerder in een emotionele toespraak in de gemeenteraad van Charleroi drie PS-schepenen gesmeekt had in het belang van de partij ontslag te nemen. Van Cauwenberghe beklemtoonde bij zijn ontslag zijn onschuld. Hij werd opgevolgd door Elio Di Rupo.
Eind mei 2006 werden opnieuw een PS-schepen alsook de kabinetschef van de burgemeester van Charleroi verdacht van corruptie, telkens voormalige vertrouwelingen van Van Cauwenberghe. Niettemin kwam het niet tot een confrontatie met het nationale partijbestuur dat hervormingen eiste, en ook Van Cauwenberghes aanhang bij lokale partijstructuren en -militanten bleek ongeschonden. In 2010 werd Van Cauwenberghe zelf in verdenking gesteld voor passieve corruptie in een dossier rond de bouw van een sporthal in Beaumont.
In maart 2015 werd Van Cauwenberghe door de raadkamer van Charleroi doorverwezen naar de correctionele rechtbank op verdenking van corruptie in het zogenaamde Sodexo-dossier. In 2003 haalde dienstenchequebedrijf Sodexo een opdracht binnen om 750 maaltijden per dag te leveren aan de gemeentescholen in Charleroi. Toen bleek dat er uiteindelijk slechts 500 maaltijden per dag werden geconsumeerd, zou Sodexo volgens het parket onder meer aan Van Cauwenberghe gevraagd hebben om hun inkomstenverlies, dat 156.000 euro bedroeg, te compenseren. Daarop zou hij druk uitgeoefend hebben op toenmalig burgemeester Jacques Van Gompel om dat bedrag bij te passen. In ruil voor zijn hulp zou Van Cauwenberghe van Sodexo twee gastronomische maaltijden ter waarde van 1.800 euro hebben gekregen. In mei 2016 werd hij vrijgesproken, wegens gebrek aan bewijs.

## Trivia
- Vooral onder Franstaligen wordt zijn Nederlandse familienaam verkort tot "Van Cau".
- Van Cauwenberghes moedertaal is het Frans, maar in zijn jaren als militant in Charleroi heeft hij ook Waals geleerd, dat hij naar eigen zeggen met bepaalde vrienden nog vaak spreekt. Een van zijn hobby’s is het verzamelen van beelden van hanen (de haan is het symbool van Wallonië).
- Van Cauwenberghe is weduwnaar en heeft twee kinderen. Zijn zoon, Philippe Van Cauwenberghe, is eveneens in de PS actief en werd bij de gemeenteraadsverkiezingen van oktober 2006 in Charleroi verkozen. Hij werd schepen van Sport, Vrije Tijd en Jeugd, maar moest na nieuwe beschuldigingen van fraude bij politici van de Charleroise PS in 2007 aftreden.

## Citaten
- Charleroi, j’y crois.
'Charleroi, daar geloof ik in.' (Slogan bij de gemeenteraadsverkiezingen in 1994)
- Si des conseils peuvent venir de l'extérieur, de Molenbeek ou de Hotton, c'est de l'intérieur que les décisions doivent être prises.
'Misschien geven ze elders raad, in Molenbeek of Hotton [een toespeling op Philippe Moureaux en Philippe Courard die gesuggereerd hadden dat hij een stap opzij moest zetten], maar het is aan de mensen hier om de beslissingen te nemen.' (2 juni 2006 op een persconferentie nadat PS-politici uit het Charleroise stadsbestuur in opspraak waren geraakt)

- Bibliothèque nationale de France: cb15038905m (data)
- Gemeinsame Normdatei: 131615599
- International Standard Name Identifier: 0000 0000 1953 8434
- Virtual International Authority File: 57750336